# Abjad
Per alfabeto consonantico, anche detto abjad, si intende un alfabeto composto da sole consonanti, dove le vocali sono dedotte dal lettore; nella tradizione delle lingue semitiche ne sono un esempio l'alfabeto arabo, l'alfabeto ebraico, l'alfabeto fenicio e gli alfabeti aramaici.

## Descrizione
Il nome abjad deriva dalle prime lettere dell'alfabeto arabo storico (e non dalla sua versione attuale, che raggruppa le lettere secondo la loro forma grafica): ʾalif, bāʾ, ǧīm e dāl, le quali formano l'acronimo abjad (in arabo أﺑﺠﺪ‎?). Al pari dell'analogo abugida, il termine abjad è stato introdotto dal linguista statunitense Peter T. Daniels in luogo del tradizionale alfabeto (nella sua terminologia, riservato ai sistemi di scrittura di tipo fonemico).